# NGC 109
NGC 109 (другие обозначения — UGC 251, MCG 4-2-20, ZWG 479.31, KCPG 8B, NPM1G +21.0018, PGC 1633) — спиральная галактика с перемычкой (SBa) в созвездии Андромеда.
Этот объект входит в число перечисленных в оригинальной редакции «Нового общего каталога».
Объект открыт Генрихом Луи Д’Арре 8 октября 1861 года. Размеры оцениваются в 80000 световых лет.